# James Blunt
James Blunt (puno ime James Hillier Blount, 22. veljače 1974., Tidworth, Wiltshire, Ujedinjeno Kraljevstvo) je britanski pjevač i tekstopisac. Debitirao je s albumom Back to Bedlam s kojeg je najpoznatiji singl "You're Beautiful". Pjesme koje pjeva su mix popa i rocka. Osvojio je dvije nagrade Brit Awards, te je 2006. bio nominiran za Grammy. 2007. je izdao drugi album All the Lost Souls. 2011. godine izdaje album Some Kind of Trouble s kojeg se posebno ističe pjesma "Stay the Night", kojoj je jedan od autora Bob Marley.
Osim što je pjevač, radi kao Life Guards te je bio na Kosovu za NATO za vrijeme sukoba 1999., te je pomagao Liječnicima bez granica.

## Diskografija
- Back to Bedlam (2004.)
- All the Lost Souls (2007.)
- Some Kind of Trouble (2011.)
- Moon Landing (2013.)
- The Afterlove (2017.)
- Once Upon a Mind (2019.)